# Хахаба Альфред (аэропорт)
Аэропорт Хахаба Альфред (ИКАО: FBXB) частный аэропорт расположенный в Хахаба Альфред, Ботсвана.

## Характеристики
Аэропорт находится на высоте 3150 футов (960 м) над среднем уровнем моря.
У него есть одна взлётно-посадочная полоса номер 14/32 с песчаным покрытием, длинной 1100 м.